# Часниковська сільська рада (Переволоцький район)
Часнико́вська сільська рада (рос. Чесноковский сельский совет) — сільське поселення у складі Переволоцького району Оренбурзької області Росії.
Адміністративний центр та єдиний населений пункт — село Часниковка.

## Населення
Населення — 1245 осіб (2019; 1403 в 2010, 1378 у 2002).